# Conservatoire à rayonnement régional de Metz
 (août 2025).
Le conservatoire à rayonnement régional de Metz, également appelé conservatoire à rayonnement régional de Metz Métropole Gabriel Pierné, est un établissement d'enseignement artistique agréé et contrôlé par l'État (Direction générale de la Création artistique du ministère de la Culture et de la Communication), représenté par la direction régionale des Affaires culturelles (DRAC). Il a son siège à Metz (Moselle, France). Il propose trois spécialités, musique, chorégraphie et art dramatique.

## Histoire
La première école de musique messine est fondée en 1801 par Jean-Baptiste Thomas, père d’Ambroise Thomas. Le projet d’un conservatoire de musique à Metz germe dans la tête de Victor Desvignes, compositeur et chef d’orchestre en 1832. Le conseil municipal de la ville vote la création d’une école de musique en 1835. Le projet se réalise et V. Desvignes quitte son poste au théâtre pour devenir professeur et directeur. Le premier cours de solfège a lieu le mardi 3 février 1836 à l’hôtel de ville, salle de Guise à 18 heures.
L’école s’agrandit et est promue comme succursale du conservatoire de Paris le 16 août 1841 par une ordonnance royale. À la mort de V. Desvignes en 1854, M. Mouzin le remplace.
L’établissement devient une école nationale de musique le 4 juin 1937 à la suite d’une convention entre la ville et le ministre de l’Éducation nationale.
Depuis 1966, les classes à horaires aménagés associent l’enseignement musical et général. Cette forme d’apprentissage permet d’étendre le rayonnement de l’école.
À la rentrée de septembre 1969, le conservatoire est érigé en conservatoire régional de musique selon les directives de Marcel Landowsky. L’école est considérablement développée et les locaux de la rue des Trinitaires deviennent trop petits. La ville achète cette même année l’ancien couvent du Bon-Pasteur afin d’y aménager une annexe mais elle décide finalement, au lieu de construire un autre bâtiment, de rénover le couvent pour transformer l’annexe.
En 1991, le conservatoire régional de musique devient conservatoire national de région (CNR) puis conservatoire à rayonnement régional (C2R) en 2006.
Il est également nommé « Gabriel-Pierné » en l’honneur du compositeur lorrain.
En 2016, il compte environ 107 enseignants pour 1 300 élèves. C’est un équipement culturel d’intérêt communautaire géré par la communauté d'agglomération de Metz Métropole depuis janvier 2004, sous le contrôle du ministère de la Culture.

### Directeurs successifs
Victor Desvignes fut le premier directeur de conservatoire, de 1835 à sa mort en 1854. Il est alors remplacé par Pierre-Nicolas Mouzin.

- Fernand Quattrocchi : 1971 - 1992

- Jean-Philippe Navarre : 2002 à 2006

- Denis Janicot : 2006 à 2016

- Nicolas Stroesser 2016 à 2024
- Depuis 2024 : Catherine Tormen

## Le CRR aujourd'hui
Le CRR et ses 100 enseignants offrent 65 disciplines à 1 600 élèves.

### Diplômes délivrés
Dans le domaine musical, le conservatoire propose 3 cycles d’apprentissage, appelés 1er, 2e et 3e cycles (ce dernier se divisant en une formation à la pratique amateur, et en un cycle spécialisé). Les deux premiers cycles se concluent par un diplôme de fin de cycle et le 3e cycle, par un diplôme d'études musicales.

### Enseignement
Dans le domaine musical, le conservatoire délivre un enseignement concernant les cordes (violon, alto, violoncelle, contrebasse), les bois (flûtes, hautbois, basson, saxophone, clarinette), les cuivres (cor, trompette, trombone, tuba) ainsi que les instruments polyphoniques (piano, guitare, harpe, orgue, percussions). Des classes de musique ancienne, traditionnelle et de jazz sont également organisées.
Un enseignement de danse classique, contemporaine et jazz est délivré, aux côtés de cours d’histoire de la danse et d’anatomie.
Un atelier d’initiation à l’art dramatique a également été créé.

### Administration
Outre la participation de l’État, représenté par la direction régionale des Affaires culturelles (DRAC), le conservatoire est financé par la communauté d'agglomération de Metz Métropole.

### Partenariats
Le conservatoire, en partenariat avec l’Éducation nationale, s’inscrit dans un cycle de classes à horaires aménagés dans le domaine musical. L'école élémentaires Debussy et le collège Taison et le lycée Fabert (musique et danse) participent à ce cycle aménagé.

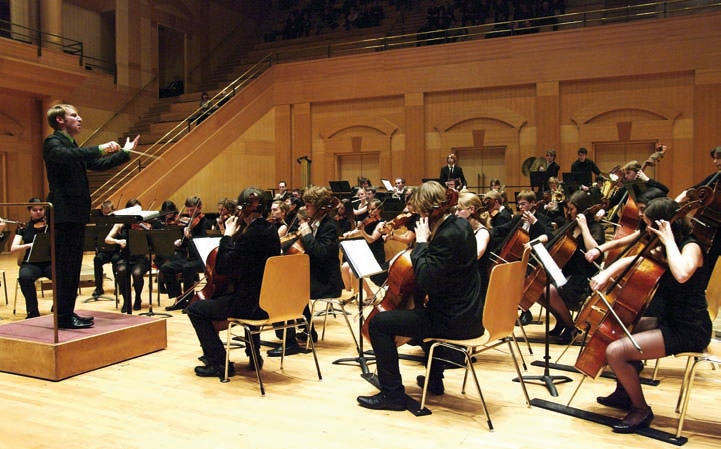
Concert de l’orchestre symphonique du conservatoire à l’Arsenal, sous la direction d’Aurélien Azan Zienlenski.

La mission de conservatoire, inscrite dans le cadre de la communauté d'agglomération de Metz Métropole, peut bénéficier du soutien de nombreux partenaires qui offrent l’occasion aux élèves de se produire dans des lieux prestigieux. Parmi eux :
- l’Arsenal (salle de spectacle) : en dehors de la possibilité donnée aux étudiants de se produire dans un cadre ainsi qu’une acoustique exceptionnels, l’Arsenal propose aux élèves du conservatoire des conférences, stages, cours de maîtres ainsi que des places gratuites pour les concerts de l’Orchestre National de Lorraine et toutes les autres formations qui s’y produisent ;
- l’Opéra-théâtre de Metz : les élèves du conservatoire ont la possibilité de participer à des productions de l’opéra. Les spectacles chorégraphiques, lyriques et théâtraux du conservatoire s’y déroulent aussi régulièrement. Des places gratuites, ainsi que des accès aux répétitions sont aussi offerts aux étudiants ;
- Les Trinitaires : des jam sessions sont régulièrement organisées au Caveau des Trinitaires en collaboration avec le département Jazz du conservatoire ;
- l’Orchestre national de Lorraine : les artistes invités ainsi que les musiciens de l’orchestre sont fréquemment appelés à donner des masterclasses au conservatoire. Denis Clavier, premier violon super-soliste à l’ONL apporte ainsi son expérience, son talent de musicien d’orchestre aux étudiants violonistes, plusieurs fois par an, dans les cadres des sessions d’orchestre du conservatoire.